# Maniak Pośredni

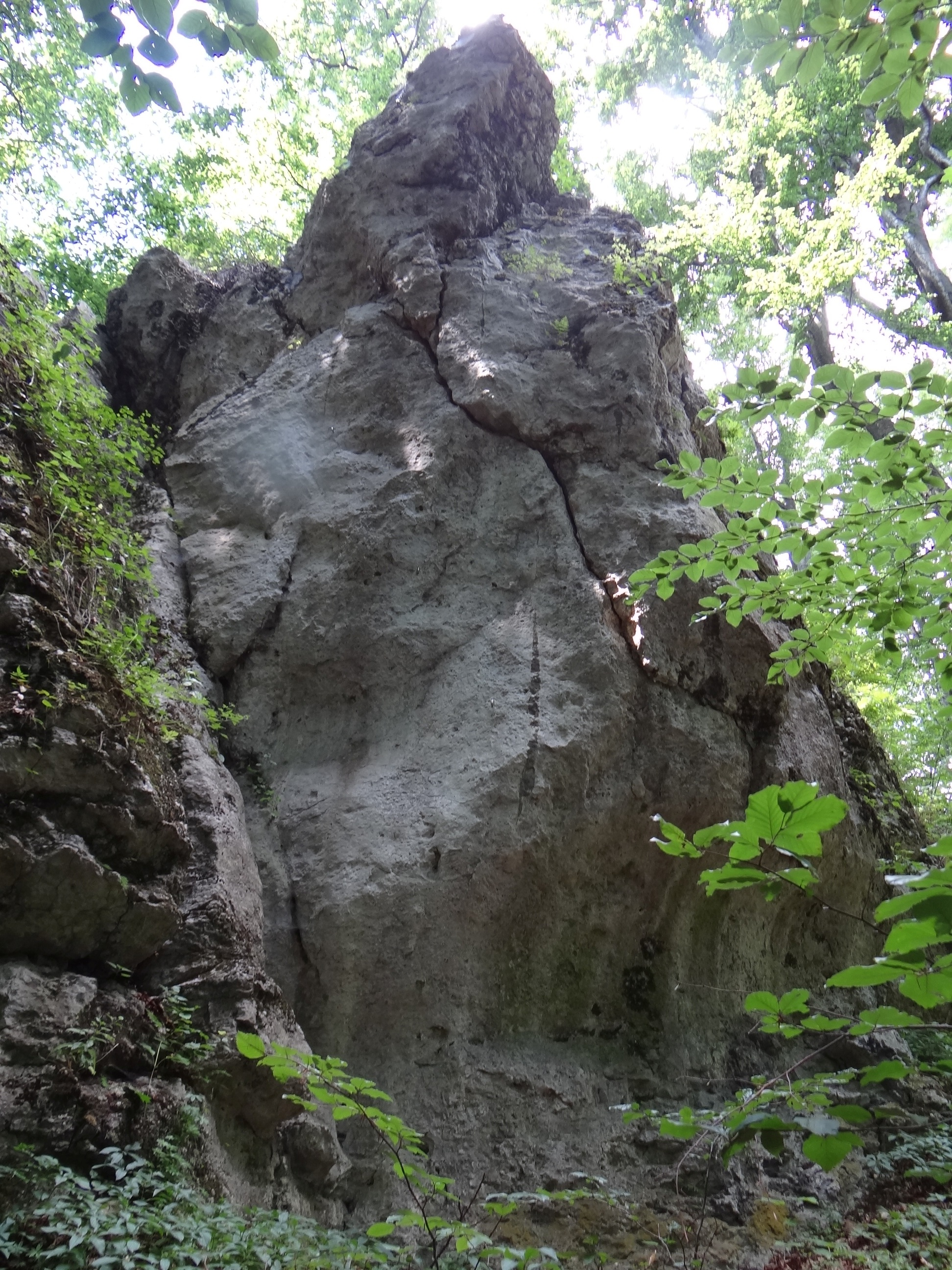

Maniak Pośredni – skała na szczycie wzgórza Maniakówka w miejscowości Jaroszowiec, w województwie małopolskim, w powiecie olkuskim, w gminie Klucze. Wchodzi w skład kompleksu wzniesień Stołowa Góra na Wyżynie Olkuskiej będącej częścią Wyżyny Krakowsko-Częstochowskiej. Znajduje się na obszarze ochrony specjalnej Ostoja Natura 2000 Jaroszowiec.
Maniak Pośredni jest środkową z trzech skał. Wraz z dwoma innymi skałami (Maniakówką i Maniakiem Zadnim) znajduje się w lesie w szczytowej partii wzgórza. Są to zbudowane z twardych wapieni skalistych ostańce. Maniak Pośredni ma wysokość 8 m, ściany połogie, pionowe lub przewieszone. Uprawiana jest na nim wspinaczka skalna. Są 3 drogi wspinaczkowe o trudności od III do VI.2 w skali krakowskiej. Droga nr 2 ma stałe punkty asekuracyjne (4 ringi i stanowisko zjazdowe).
1. Załupa maniakalna; III,
2. Cierpię za malliony; VI.4, 4r + st,
3. Ubój rytualny; VI.2[3].